# Mužeška
Mužeška este un sat din municipiul Podgorica, Muntenegru. Conform datelor de la recensământul din 2003, localitatea are 15 locuitori (la recensământul din 1991 erau 63 de locuitori).

## Demografie
În satul Mužeška locuiesc 7 persoane adulte, iar vârsta medie a populației este de 24,9 de ani (26,6 la bărbați și 22,3 la femei). În localitate sunt 3 gospodării, iar numărul mediu de membri în gospodărie este de 5,00.
|  |

| Demografie | Demografie | Demografie |
| An         | Locuitori  | Locuitori  |
| ---------- | ---------- | ---------- |
|            |            |            |
|            |            |            |
|            |            |            |
|            |            |            |
| 1948       | 65         |            |
| 1953       | 53         |            |
| 1961       | 84         |            |
| 1971       | 95         |            |
| 1981       | 100        |            |
| 1991       | 63         | 33         |
| 2003       | 19         | 15         |

| \| Componența etnică conform recensământului din 2003[2] \| Componența etnică conform recensământului din 2003[2] \| Componența etnică conform recensământului din 2003[2] \| Componența etnică conform recensământului din 2003[2] \| Componența etnică conform recensământului din 2003[2] \| \| ----------------------------------------------------- \| ----------------------------------------------------- \| ----------------------------------------------------- \| ----------------------------------------------------- \| ----------------------------------------------------- \| \| \| \| \| \| \| \| Albanezi \| Albanezi \| \| 15 \| 100% \| \| necunoscută \| necunoscută \| \| 0 \| 0% \| |             |  |    |      |
| Componența etnică conform recensământului din 2003 |             |  |    |      |
| |             |  |    |      |
| Albanezi | Albanezi    |  | 15 | 100% |
| necunoscută | necunoscută |  | 0  | 0%   |